# The Kissing Booth 2
ArtículoThe Kissing Booth 2 (Mi Primer Beso 2 en España y El stand de los besos 2 en Hispanoamérica) es una película estadounidense de comedia romántica para adolescentes de 2020 dirigida por Vince Marcello y guion escrito por él mismo y Jay Arnold. Es una secuela directa de la película de 2018 The Kissing Booth, basada en la novela homónima de la autora Beth Reekles. La película está protagonizada por Joey King, Joel Courtney y Jacob Elordi.
La película fue lanzada el 24 de julio de 2020 por Netflix. Al igual que su predecesora, la película recibió críticas generalmente negativas de los críticos. Se estrenó una tercera entrega en 2021.

## Argumento
La película comienza con Elle narrando su tiempo con Noah antes de que se vaya a Harvard una universidad de Boston en USA. Su último año comienza con sus compañeros de clase chismorreando cómo ella y Noah terminarán rompiendo, haciendo que su temor como Noah se ha hecho amigo de una atractiva chica llamada Chloe mientras revisa su Instagram. Elle y Lee están planeando la cabina de besos de nuevo para la Feria de la Caridad, mientras que Lee está tratando de convencer a Elle de tener a Marco Peña, el atractivo nuevo estudiante transferido para ser uno de los besadores. Elle le gana a Marco en el juego de baile obligándolo a participar en la cabina. Noah sugiere a Elle que se inscriba en Harvard, lo que choca con sus planes de estudiar en la Universidad de California, Berkeley con Lee (donde sus madres se conocieron y se hicieron amigas). Elle lo hace sin decirle a Lee.
Elle visita a Noah en Boston, conociendo a sus nuevos amigos y a Chloe, lo que la hace más insegura. Encuentra un pendiente debajo de la cama de Noah haciéndola enojar y enfrentándose a Noah, quien le asegura que no ha pasado nada entre él y Chloe y le pide que confíe en él. Elle habla con su padre sobre la matrícula de la universidad y se entera de que el dinero es un problema, y está dispuesta a participar con Lee en una competición de baile con una recompensa en efectivo por el primer lugar. Lee tiene un accidente en una de sus sesiones de práctica (que más tarde se reveló como falsa) y propone a Marco para convertirse en su pareja de baile, lo que no está muy contenta de aceptar, pero finalmente lo hace. A medida que Marco y Elle empiezan a pasar tiempo juntos se acercan más, y se inicia una atracción entre ellos.
Sin que Elle lo sepa, la relación de Lee con Rachel tiene problemas, ya que Elle va a todas partes con ellos y no les deja pasar el tiempo como pareja. Después de dejar a Rachel esperando en el cine le pide a Lee que hable con Elle, prometiéndole que lo hará pero nunca lo hace. Llega el Baile de Halloween, y Lee se olvida de decirle a Rachel que cambiaron de disfraz (Rachel era un malvavisco mientras que Lee y Elle iban a ser galletas que hacían un smore) molestándola aún más. Elle comparte un baile con Marco, casi besándolo pero se detiene al escuchar a las chicas OMG chismorreando sobre ella.
El día de la competición Lee encuentra en el maletero de su coche las solicitudes de Elle para Harvard, enfadándolo. Elle y Marco sobresalen en su actuación y ella lo besa al final de su baile, sin saber que Noah estaba en la multitud, lo que hace que se aleje. Elle quiere ir tras él en el momento en que ella y Marco son anunciados como ganadores. La cena de Acción de Gracias tiene lugar en la residencia de los Flynn, donde Noah llega con Chloe, molestando a Elle que es confrontada por Lee por no decirle sobre su solicitud para Harvard y Rachel que está molesta con ella también. Durante la cena, Rachel descubre que Lee nunca habló con Elle y deja la cena. Lee la alcanza y Rachel rompe con él. Elle intenta convencer a Rachel de que se reconcilie con Lee pero no tiene éxito. También le devuelve el pendiente a Chloe, quien confirma que le pertenece. Ella le revela a Noah en un bar que una noche durmió en la habitación de Noah cuando él estaba fuera y lo perdió.
Llega el día del carnaval, y tanto Lee como Rachel se reconcilian después de que les vendaran los ojos y se besaran en la cabina de besos. Elle también tiene los ojos vendados y se le acerca Marco, que quiere hablar con ella sobre sus sentimientos. Elle admite a Marco que hay una atracción entre ellos, pero le dice que ama a Noah y va a buscarlo al aeropuerto. Chloe le dice que él fue a buscarla, Elle lo encuentra en el parque del refugio donde se besaron por primera vez. Noah confiesa estar avergonzado de que no le iba tan bien en Harvard como pensó inicialmente. También quiere una relación con Chloe de la misma manera que Elle tiene con Lee. Elle y Noah se reúnen.
6-7 meses después, Noah regresa y Elle, Lee y Rachel se gradúan. Lee comparte con Elle que fue aceptado en Berkeley y le pregunta si recibió una respuesta, a lo que responde que estaba en lista de espera tanto en Berkeley como en Harvard. Marco mira de lejos a Elle, su amigo se da cuenta y responde que no vale la pena. Marco decide que ella aún vale la pena. Cuando Elle abre los dos sobres en su habitación resulta que fue aceptada en ambas universidades, lo que la obligará a tomar una decisión: ir a Harvard con Noah o a Berkeley con Lee.

## Reparto

### Principal
- Joey King como Rochelle «Elle» Evans.
- Joel Courtney como Lee Flynn.
- Jacob Elordi como Noah Flynn
- Taylor Zakhar Perez como Marco Valentin Peña
- Maisie Richardson-Sellers como Chloe Winthrop
- Molly Ringwald como Sra. Flynn
- Meganne Young como Rachel

### Recurrente
- Stephen Jennings como Mike Evans

- Byron Langley como Warren
- Bianca Bosch como Olivia
- Jessica Sutton como Mia
- Zandile Madliwa como Gwyneth
- Morné Visser como Sr. Flynn
- Carson White como Brad Evans

## Producción
En febrero de 2019, se anunció que Joey King, Joel Courtney y Jacob Elordi volverían a interpretar sus papeles, con Vince Marcello dirigiendo un guion que escribió junto a Jay Arnold, distribuida por Netflix. En mayo de 2019, Maisie Richardson-Sellers y Taylor Zakhar Perez se unieron al elenco de la película, con Meganne Young, Carson White y Molly Ringwald repitiendo sus papeles.
El rodaje concluyó en agosto de 2019 y tuvo lugar en Sudáfrica.

### Estreno
La película fue lanzada el 24 de julio de 2020 en Netflix. Fue la película más vista en su primer fin de semana, mientras que la primera película ocupó el tercer lugar. Se ubicó en segundo lugar en su segundo fin de semana, y Forbes la calificó como "una de las películas más populares de la plataforma".

## Recepción
En el agregador de reseñas Rotten Tomatoes, la película tiene una calificación de aprobación del 27% basada en 33 reseñas, con una calificación promedio de 4.29/10. El consenso de los críticos del sitio web dice: "Joey King hace que The Kissing Booth 2 sea mejor de lo que podría haber sido, pero esta secuela descuidada dejará a los espectadores fruncidos por las razones equivocadas". En Metacritic, la película tiene un puntaje promedio imparcial de 39 sobre 100, basado en 12 críticos, lo que indica "críticas generalmente desfavorables".
IndieWire 's Kate Erbland le dio una calificación de C+, y escribió: "A pesar de que ofrece un cierto crecimiento necesario para todos sus personajes, El stand de los besos 2 es irresistible a mirar y actuar como de otras ofertas de su género, incapaz de crecer más allá de las complicaciones básicas y los dramas hechos a muerte. Y, sin embargo, hay indicios de que a su evolución le quedan algunos trucos más para emplear, su conclusión parpadeante es sólo uno de ellos".